# Ficus microchlamys
Ficus microchlamys är en mullbärsväxtart som beskrevs av Paul Carpenter Standley. Ficus microchlamys ingår i släktet fikonsläktet, och familjen mullbärsväxter. Inga underarter finns listade i Catalogue of Life.